# Julián Sánchez
Julián Isaac Sánchez Gallegos (Città del Messico, 22 agosto 1988) è un tuffatore messicano. Ha rappresentato il Messico ai Giochi olimpici di Londra 2012. In carriera ha vinto una medaglia di bronzo ai campionati mondiali di nuoto nei tuffi dal trampolino 3 metri sincro.

## Palmarès
- Campionati mondiali di nuoto

Shanghai 2011: bronzo nel sincro 3 m.
- Giochi panamericani

Guadalajara 2011: oro nel sincro 3 m e argento nel trampolino 3 m.
- Universiadi

Shenzhen 2011: argento nel trampolino 3 m.